# Équipe des îles Caïmans féminine de volley-ball
L'équipe des îles Caïmans de volley-ball féminin est composée des meilleures joueuses caïmaniennes sélectionnées par la Fédération Caïmanienne de Volleyball (Cayman Islands Volleyball Federation, CIVF). Elle est actuellement classée au 82e rang de la FIVB au 15 janvier 2010.

## Sélection actuelle
Sélection pour les qualifications aux Championnats du monde 2010.
Entraîneur :  Curtis Richards

## Palmarès et parcours

### Palmarès
Néant.